# 세르-스완 정리
수학에서 세르-스완 정리(영어: Serre–Swan theorem)은 콤팩트 공간 위의 유한생성 벡터다발과 연속함수 대수의 유한생성 사영 가군이 동등하다는 정리다.

## 정의
위상수학과 대수기하학 두 경우 유사한 세르-스완 정리가 존재한다.

### 위상수학의 세르-스완 정리
{\displaystyle M}이 콤팩트 하우스도르프 공간이라고 하고, {\displaystyle C(M)}이 그 위에 존재하는 실연속함수 {\displaystyle M\to \mathbb {R} }들의 C* 대수라고 하자. 그렇다면 다음과 같은 두 범주를 생각할 수 있다.
- {\displaystyle C(M)}의 유한생성(finitely generated) 사영 가군들의 범주 {\displaystyle \operatorname {ProjMod} (C(M))}
- {\displaystyle M} 위에 존재하는 벡터다발들의 범주 {\displaystyle \operatorname {Vect} (M)}

그렇다면 세르-스완 정리에 따라, {\displaystyle \operatorname {Vect} (M)}과 {\displaystyle \operatorname {ProjMod} (C(M))}은 서로 동치이다. 즉, 모든 벡터다발은 {\displaystyle C(M)}의 유한생성 사영 가군에 대응하고, 반대로 모든 {\displaystyle C(M)}의 유한생성 사영 가군은 {\displaystyle M} 위의 벡터다발에 대응한다.
- {\displaystyle E\to M}이 벡터다발이라고 하자. 그렇다면 그 단면(section)들의 벡터 공간 {\displaystyle \Gamma (E)}는 {\displaystyle C(M)}에 대한 가군을 이룬다. 즉, 임의의 {\displaystyle f\in C(M)}와 {\displaystyle s\in \Gamma (E)}에 대하여, {\displaystyle fs}는 {\displaystyle fs|_{x}=f(x)s|_{x}\in E_{x}}로 정의한다. 이는 {\displaystyle \operatorname {Vect} (M)\to \operatorname {ProjMod} (C(M))}으로 가는 함자다.

### 대수기하학의 세르-스완 정리
환 달린 공간 {\displaystyle (X,{\mathcal {O}})}위의 (대수적) 벡터다발(영어: (algebraic) vector bundle)은 다음 조건들을 만족시키는, 아벨 군 값을 가지는 층 {\displaystyle {\mathcal {F}}}이다.
- {\displaystyle X} 위에 열린 덮개 {\displaystyle {\mathcal {U}}}가 존재하여, 각 {\displaystyle U\in {\mathcal {U}}}에 대하여 {\displaystyle \Gamma ({\mathcal {F}},U)}는 {\displaystyle {\mathcal {O}}(U)}의 유한 차원(finite rank) 자유 가군(free module)이다.

다시 말해, 대수적 벡터다발은 유한 차원 국소 자유 {\displaystyle {\mathcal {O}}}-가군층이다. 뇌터 스킴 위의 대수적 벡터다발은 연접층을 이룬다.
{\displaystyle R}이 (단위원을 가진) 가환 뇌터 환이라고 하자. 그 스펙트럼 {\displaystyle (X,{\mathcal {O}}_{X})\cong \operatorname {Spec} R}은 뇌터 아핀 스킴을 이룬다.
그렇다면 다음과 같은 두 범주를 생각할 수 있다.
- {\displaystyle R}의 유한 생성 사영 가군들의 범주 {\displaystyle \operatorname {fgProjMod} (R)}
- {\displaystyle X}의 대수적 벡터다발들의 범주 {\displaystyle \operatorname {Vect} (X)}.

그렇다면 세르-스완 정리에 따라, 이 두 범주들은 서로 동치이다. 그 동치는 구체적으로 다음과 같다.
- 대수적 벡터다발 {\displaystyle {\mathcal {F}}\in \operatorname {Vect} (X)}가 주어지면, 그 단면들 {\displaystyle \Gamma (X,{\mathcal {F}})}는 {\displaystyle R\cong \Gamma (X,{\mathcal {O}}_{X})}의 유한 생성 사영 가군을 이룬다.

## 역사
장피에르 세르가 유명한 1955년 논문 〈대수연접층〉:§50에서 대수기하학의 세르-스완 정리를 증명하였다. 위상수학적 세르-스완 정리는 리처드 스완(영어: Richard G. Swan)이 1962년에 증명하였다.

## 응용
세르-스완 정리는 기하학/위상수학적인 구조(벡터다발)을 그 함수 대수에 대한 순수하게 대수적인 구조와 대응시킨다. 예를 들어, 작용소 K이론은 위상 K이론에서 다루는 벡터다발의 K군들을 함수 대수의 가군들을 통하여 함수해석학적으로 정의한다. 또한, 이러한 대수적인 구조는 "함수 대수"가 가환환이 아닐 경우에도 쉽게 확장할 수 있다. 이를 통하여, 비가환 공간의 "벡터다발" 및 K이론을 대수적으로 정의할 수 있다.

## 참고 문헌
1. ↑  Serre, Jean-Pierre (1955). “Faisceaux algébriques cohérents” (PDF). 《Annals of Mathematics》 (프랑스어) 61 (2): 197–278. doi:10.2307/1969915. ISSN 0003-486X. JSTOR 1969915. MR 0068874. 2016년 4월 18일에 원본 문서 (PDF)에서 보존된 문서. 2013년 8월 6일에 확인함.
2. ↑  Swan, Richard G. (1962). “Vector bundles and projective modules”. 《Transactions of the American Mathematical Society》 (영어) 105 (2): 264–277. doi:10.2307/1993627. ISSN 0002-9947. JSTOR 1993627.

- Morye, Archana S. (2013년 2월). “Note on the Serre–Swan theorem”. 《Mathematische Nachrichten》 (영어) 286 (2–3): 272–278. arXiv:0905.0319. Bibcode:2009arXiv0905.0319M. doi:10.1002/mana.200810263. ISSN 0025-584X.